# Skunosowe
Skunosowe (ukr. Скуносове) – wieś na Ukrainie, w obwodzie sumskim, w rejonie konotopskim. W 2001 liczyła 439 mieszkańców, spośród których 406 wskazało jako ojczysty język ukraiński, a 33 rosyjski.